# سورتمه سگ

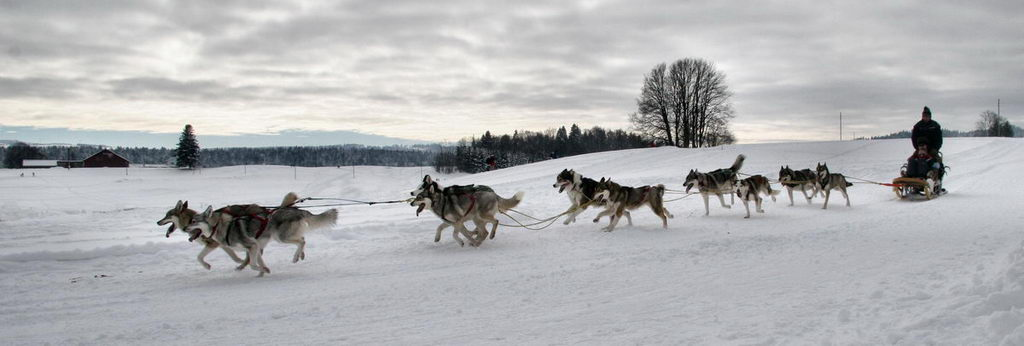

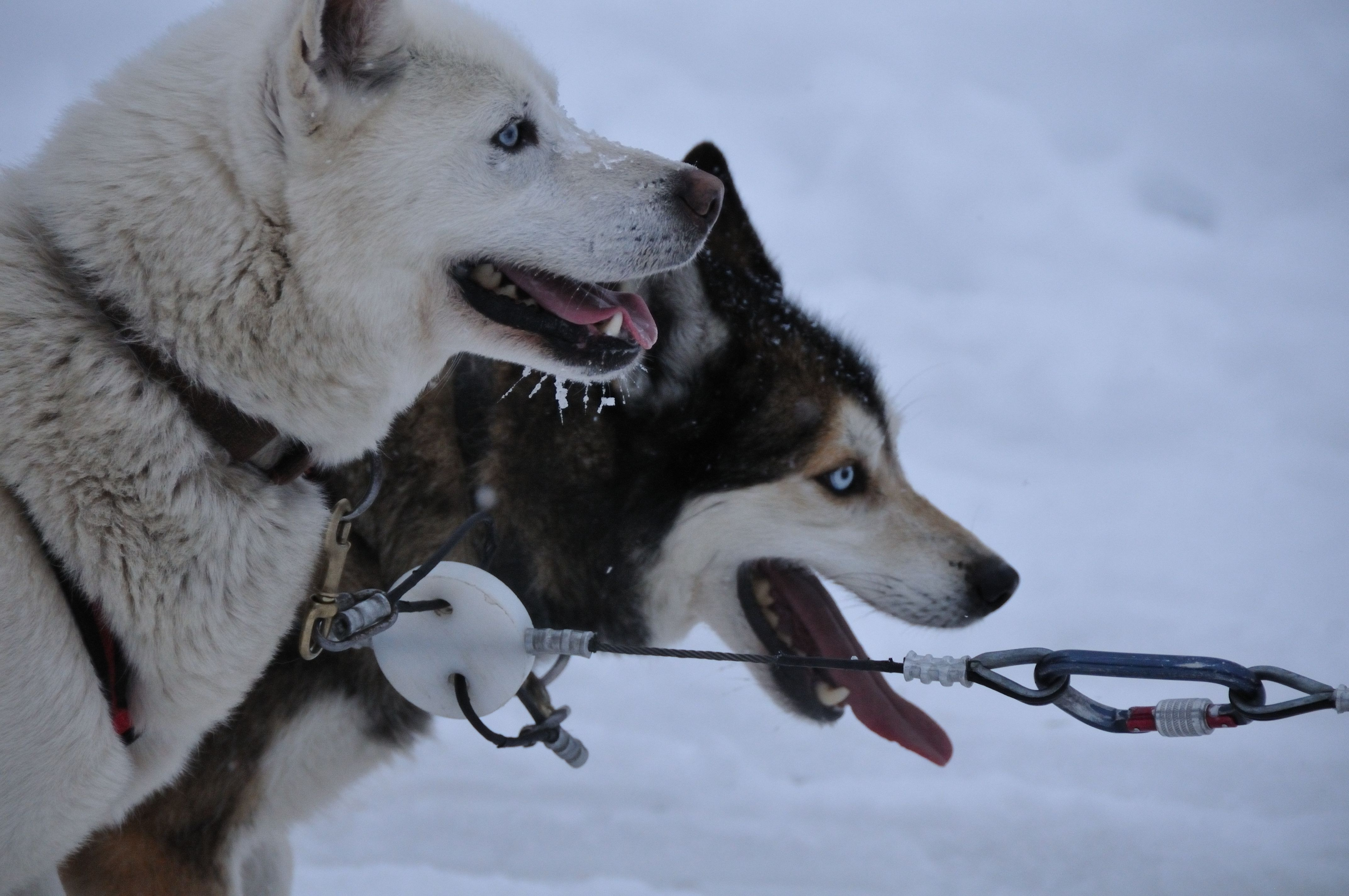

سورتمه سگ به سورتمه‌ای گویند که توسط چند سگ سورتمه حمل می‌شود و برای سفر‌هایی که روی یخ و برف صورت می‌گیرد کاربرد دارد.

## نگارخانه

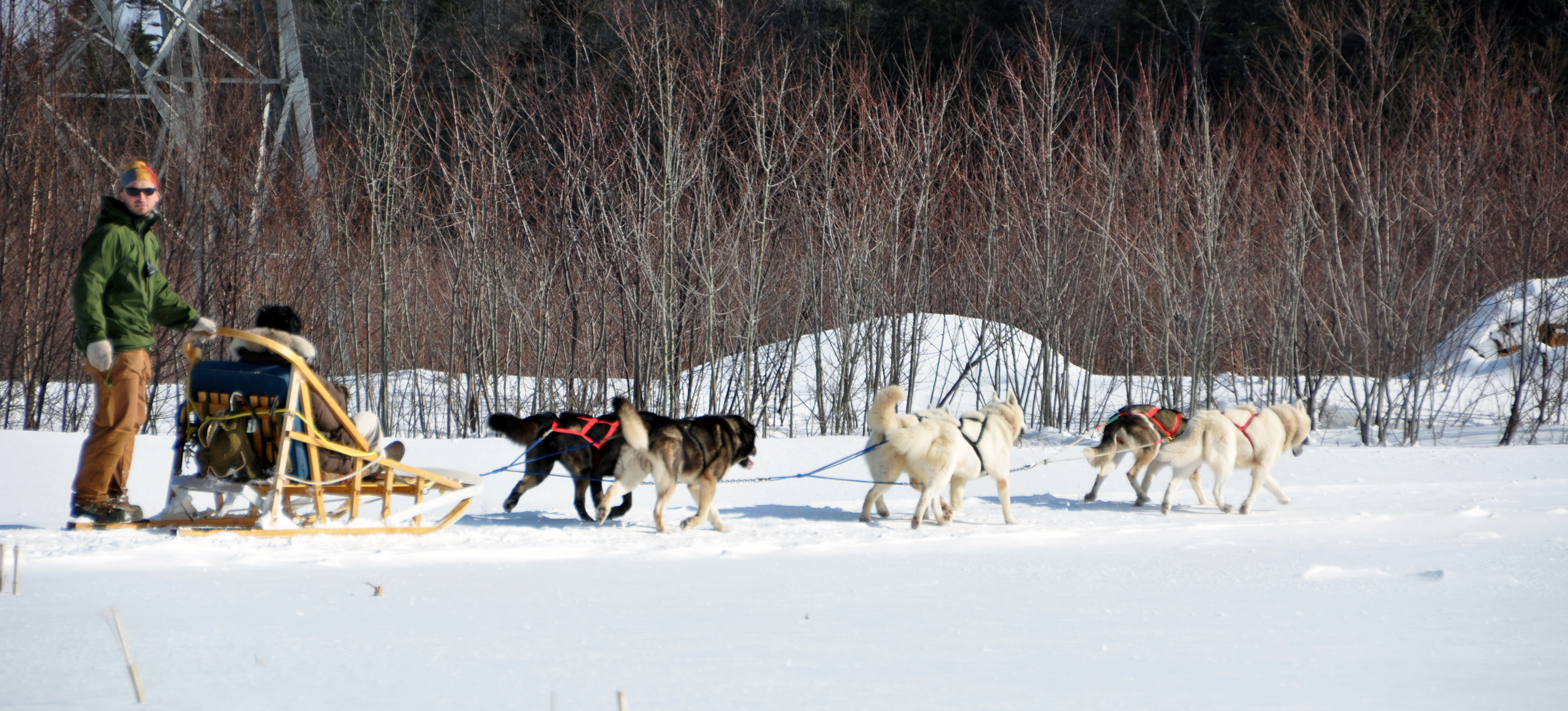
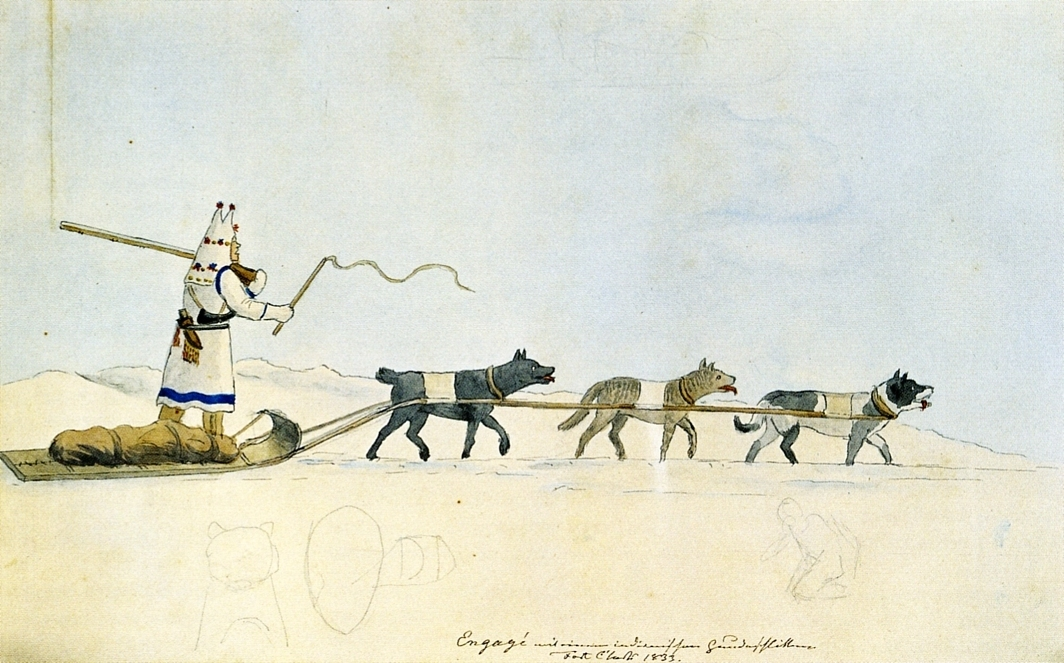
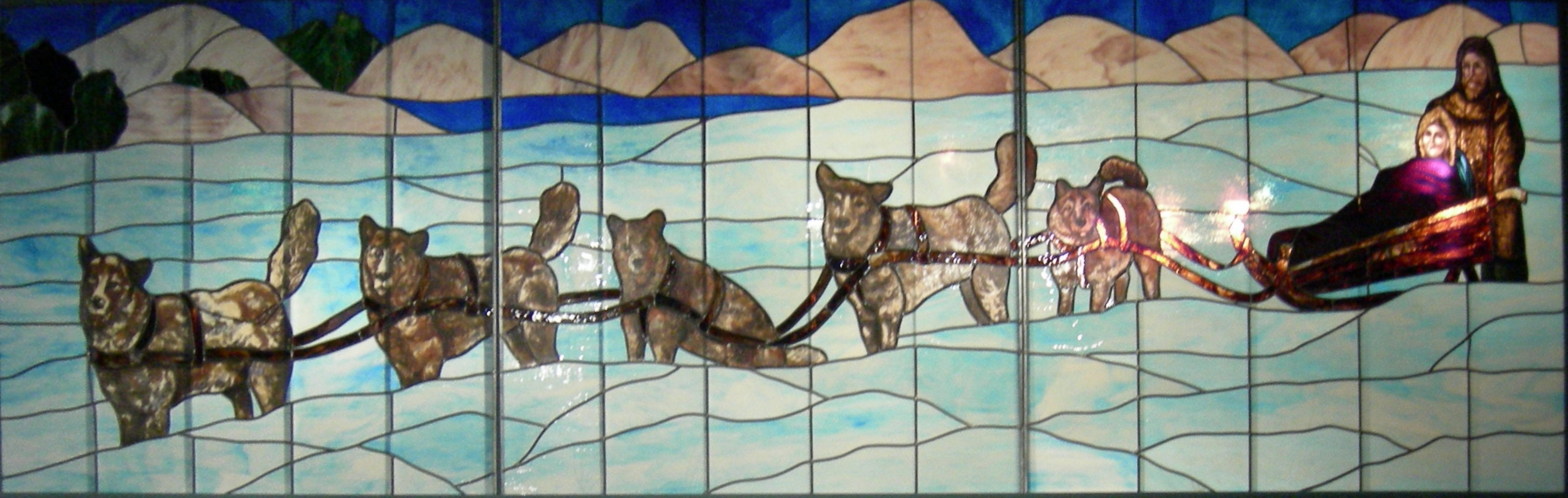
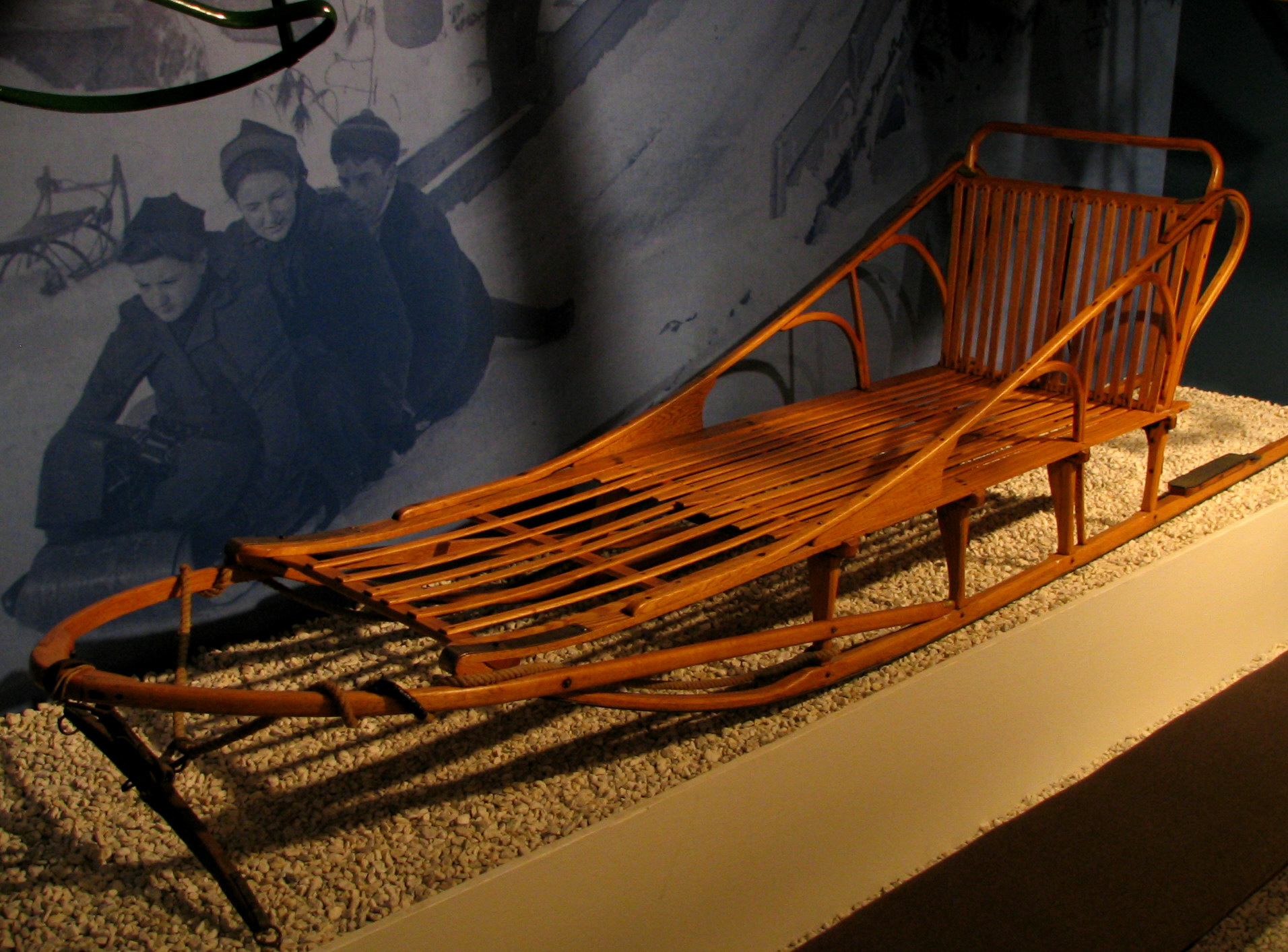
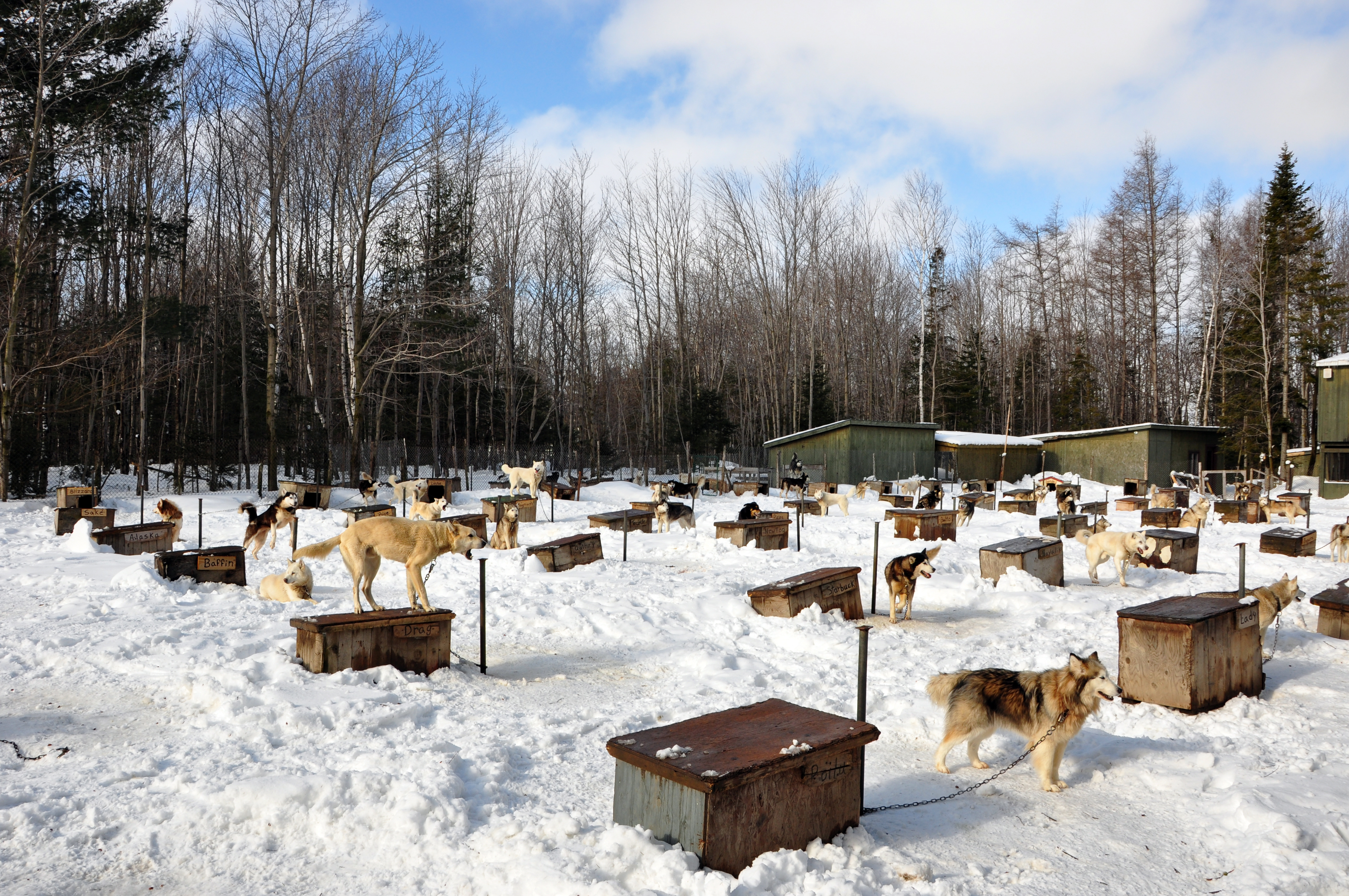